# Festivali i Këngës 2014
La cinquantatreesima edizione del Festivali i Këngës (FiK) si è tenuta dal 26 al 28 dicembre 2014 presso il palazzo dei congressi di Tirana, ed ha selezionato il rappresentante dell'Albania all'Eurovision Song Contest 2015 di Vienna.
La manifestazione è stata vinta da Elhaida Dani con Diell, tuttavia la cantante si è presentata all'Eurovision con un'altra canzone, I'm Alive.

## Partecipanti
I cantanti e compositori hanno potuto inviare le proprie canzoni a RTSH tra il 14 e il 15 ottobre 2014, e la lista con le 28 canzoni selezionate sono state rivelate il 30 ottobre.
Successivamente tre canzoni, Më shiko drejt në sy, Koha kalon e Kënga jeta jonë, hanno rinunciato alla partecipazione e sono state sostituite da Kjo natë di Estela Brahimllari.
| Artista                          | Titolo                | Musica (m) e testo (t)                                   |
| -------------------------------- | --------------------- | -------------------------------------------------------- |
| Agim Poshka                      | Në rrugën tonë        | Agim Poshka (m) e Olsa Poshka (t)                        |
| Altin Goci                       | Rock për gjithë jetën | Altin Goci (m) e Klodi Shehu (t)                         |
| Ana Gramo                        | Në koma               | Genti Lako (m) e Ida Nurçe (t)                           |
| Andos Sinani                     | Më shiko drejt në sy  | Andos Sinani (m & t)                                     |
| Besa Krasniqi                    | Koha kalon            | Besa Krasniqi (m & t)                                    |
| Besiana Mehmeti & Shkodran Tolaj | Kështjella            | Adrian Hila (m) e Pandi Laço (t)                         |
| Bojken Lako Band                 | Të ndjej              | Bojken Lako (m & t)                                      |
| Elhaida Dani                     | Diell                 | Aldo Shllaku (m), Viola Trebicka (t) e Sokol Marsi (t)   |
| Emi Bogdo                        | Një femër             | Lambert Jorganxhi (m) e Florian Zyka (t)                 |
| Enver Petrovci                   | Të vranë bukuri       | Enver Petrovci (m & t)                                   |
| Enxhi & Xhejn Kumrija            | Njeri                 | Enxhi Kumrija (m) e Xhejn Kumrija (m & t)                |
| Erga Halilaj                     | Ti s'më njeh          | Kristi Popa (m) e Ronela Hajati (t)                      |
| Estela Brahimllari               | Kjo natë              | Edmond Veizaj (m & t)                                    |
| Florent Abrashi & Sigi Bastri    | Eklips mbi oqean      | Sokol Marsi (m) e Florent Abrashi (t)                    |
| Gjergj Leka                      | Himn                  | Gjergj Leka (m) e Zhuljana Jorganxhi (t)                 |
| Gr. Aurora                       | Maria                 | Gr. Aurora (m & t)                                       |
| Gr. Offchestra                   | Bajram                | Faruk Banjska (m) e Gr. Offchestra (t)                   |
| Jozefina Simoni                  | Mendje trazi          | Bledar Sejko (m), Markeljan Kapedani (m) e Eda Sejko (t) |
| Julian Gjojdeshi                 | Himn jetës            | Vasil S. Tole (m) e Fatos Arapi (t)                      |
| Kelly                            | Nëse ti do            | Kelly (m & t)                                            |
| Klajdi Musabelliu                | Vetëm te ti besoj     | Klajdi Musabelliu (m) e Jorgo Papingji (t)               |
| Kozma Dushi                      | Kënga jeta jonë       | Enver Shëngjergji (m) e Ylli Mestani (t)                 |
| Lindita                          | S'të fal              | Zzap (m) e Lindita Halimi (m & t)                        |
| Marsela Çibukaj                  | S'muj                 | Olsa Toqi (m & t)                                        |
| Mjellma Berisha                  | Sot jetoj             | Enis Mullaj (m & t)                                      |
| Revolt Klan                      | Më mungon             | Bruno Pollogati (m) e Febi Shkurti (t)                   |
| Rezarta Smaja                    | Më rrëmbe             | Klodian Qafoku (m) e Florian Kondi (t)                   |
| Saimir Braho                     | Kristal               | Saimir Braho (m & t)                                     |
| Venera Lumani                    | Dua të jetoj          | Endrit Shani (m) e Gerald Xhari (t)                      |

## Semifinali

### Prima semifinale
| #  | Artista                          | Titolo            |
| -- | -------------------------------- | ----------------- |
| 1  | Enver Petrovci                   | Të vranë bukuri   |
| 2  | Revolt Klan                      | Më mungon         |
| 3  | Julian Gjojdeshi                 | Himn jetës        |
| 4  | Florent Abrashi & Sigi Bastri    | Eklips mbi oqean  |
| 5  | Marsela Çibukaj                  | S'muj             |
| 6  | Erga Halilaj                     | Ti s'më njeh      |
| 7  | Saimir Braho                     | Kristal           |
| 8  | Klajdi Musabelliu                | Vetëm te ti besoj |
| 9  | Besiana Mehmeti & Shkodran Tolaj | Kështjella        |
| 10 | Estela Brahimllari               | Kjo natë          |
| 11 | Lindita                          | S'të fal          |
| 12 | Gr. Offchestra                   | Bajram            |
| 13 | Venera Lumani                    | Dua të jetoj      |

### Seconda semifinale
| #  | Artista               | Titolo                |
| -- | --------------------- | --------------------- |
| 1  | Jozefina Simoni       | Mendje trazi          |
| 2  | Altin Goci            | Rock për gjithë jetën |
| 3  | Bojken Lako Band      | Të ndjej              |
| 4  | Elhaida Dani          | Diell                 |
| 5  | Kelly                 | Nëse ti do            |
| 6  | Rezarta Smaja         | Më rrëmbe             |
| 7  | Gr. Aurora            | Maria                 |
| 8  | Ana Gramo             | Në koma               |
| 9  | Mjellma Berisha       | Sot jetoj             |
| 10 | Emi Bogdo             | Një femër             |
| 11 | Agim Poshka           | Në rrugën tonë        |
| 12 | Enxhi & Xhejn Kumrija | Njeri                 |
| 13 | Gjergj Leka           | Himn                  |

## Finale
| #  | Artista                          | Titolo                | Punteggio | Posizione |
| -- | -------------------------------- | --------------------- | --------- | --------- |
| 1  | Besiana Mehmeti & Shkodran Tolaj | Kështjella            | 31        | 4         |
| 2  | Bojken Lako Band                 | Të ndjej              | 62        | 2         |
| 3  | Emi Bogdo                        | Një femër             | 18        | 10        |
| 4  | Lindita                          | S'të fal              | 45        | 3         |
| 5  | Mjellma Berisha                  | Sot jetoj             | 22        | 8         |
| 6  | Enver Petrovci                   | Të vranë bukuri       | 12        | 12        |
| 7  | Erga Halilaj                     | Ti s'më njeh          | 15        | 11        |
| 8  | Rezarta Smaja                    | Më rrëmbe             | 23        | 7         |
| 9  | Jozefina Simoni                  | Mendje trazi          | 12        | 12        |
| 10 | Venera Lumani                    | Dua të jetoj          | 20        | 9         |
| 11 | Altin Goci                       | Rock për gjithë jetën | 9         | 14        |
| 12 | Gjergj Leka                      | Himn                  | 24        | 6         |
| 13 | Klajdi Musabelliu                | Vetëm te ti besoj     | 0         | 16        |
| 14 | Saimir Braho                     | Kristal               | 3         | 15        |
| 15 | Estela Brahimllari               | Kjo natë              | 0         | 16        |
| 16 | Marsela Çibukaj                  | S'muj                 | 28        | 5         |
| 17 | Agim Poshka                      | Në rrugën tonë        | 0         | 16        |
| 18 | Elhaida Dani                     | Diell                 | 82        | 1         |

## All'Eurovision Song Contest
Dopo la vittoria al FiK uno degli autori di Diell, Aldo Shllaku, ha rinunciato di trasferire i diritti d'autore all'emittente albanese, e perciò si è resa necessaria la composizione di una nuova canzone. Elhaida Dani, con gli altri autori di Diell, Arber Elshani and Kristijan Lekaj, ha composto I'm Alive, che ha poi portato all'Eurovision Song Contest 2015.
L'Albania ha gareggiato nella prima semifinale, esibendosi al 14º posto e ottenendo 62 punti (10ª). Raggiunta la finale, Elhaida ha cantato in 26ª posizione, ottenendo 34 punti (17ª).
L'intero evento è stato trasmesso su TVSH, RTSH Muzikë e Radio Tirana con il commento di Andri Xhahu, che ha anche annunciato i punteggi assegnati dall'Albania in finale.

### Voto

#### Punti assegnati all'Albania
| 12 | 10                            | 8                  | 7         | 6                             |
| -- | ----------------------------- | ------------------ | --------- | ----------------------------- |
|    | - Belgio - Grecia - Macedonia |                    | - Francia | - Georgia - Moldavia - Spagna |
| 5  | 4                             | 3                  | 2         | 1                             |
|    |                               | - Austria - Russia |           | - Ungheria                    |

| 12          | 10           | 8 | 7 | 6                 |
| ----------- | ------------ | - | - | ----------------- |
| - Macedonia | - Montenegro |   |   | - Belgio - Grecia |
| 5           | 4            | 3 | 2 | 1                 |
|             |              |   |   |                   |

#### Punti assegnati dall'Albania
| Punti | Paese       |
| ----- | ----------- |
| 12    | Grecia      |
| 10    | Macedonia   |
| 8     | Romania     |
| 7     | Russia      |
| 6     | Belgio      |
| 5     | Armenia     |
| 4     | Georgia     |
| 3     | Ungheria    |
| 2     | Moldavia    |
| 1     | Paesi Bassi |

| Punti | Paese      |
| ----- | ---------- |
| 12    | Italia     |
| 10    | Grecia     |
| 8     | Russia     |
| 7     | Svezia     |
| 6     | Montenegro |
| 5     | Israele    |
| 4     | Estonia    |
| 3     | Australia  |
| 2     | Serbia     |
| 1     | Belgio     |